# Gor
Gor es una localidad y municipio español situado en la parte oriental de la comarca de Guadix, en la provincia de Granada, comunidad autónoma de Andalucía. Limita con los municipios de Guadix, Gorafe, Baza, Dólar (por el enclave de El Raposo) y Valle del Zalabí. Cuenta con una población de 744 habitantes (INE 2024). En su término nace y discurre el río Gor.
El municipio goreño comprende los núcleos de población de Gor —capital municipal—, Rambla de Valdiquín, Cenascuras, Las Viñas, Las Juntas, Royo del Serval, Estación de Gorafe, Los Corrales y una pequeña parte de Los Balcones, situado entre el límite municipal de Gor y Guadix.
Más de la mitad de su término lo ocupa el parque natural de la Sierra de Baza.

## Símbolos
El municipio de Gor cuenta con un escudo y bandera propios, aunque estos no están oficializados conforme a la normativa autonómica, lo que no evita su uso generalizado por parte del consistorio, asociaciones, clubes deportivos del municipio y otras administraciones públicas.

### Escudo
El blasón que viene usando el municipio tiene la siguiente descripción:

Cuartelado. Primero y segundo, de gules (rojo), castillo de oro mazonado de sable y aclarado de azur (azul). Tercero y cuarto, de plata, león de gules cononado de oro. Al timbre, corona real cerrada.

### Bandera
La enseña que viene usando el municipio tiene la siguiente descripción:

Bandera rectangular cuartelada en aspa, siendo los triángulos superior e inferir de color rojo y los laterales amarillos. Al centro, el escudo municipal.

## Historia
A comienzos del siglo XX el ferrocarril llegó al municipio de Gor, con la apertura de la línea Baza-Guadix, que formaba parte a su vez del ferrocarril Murcia-Granada. En el término municipal llegaron a construirse dos estaciones, Gor y Gorafe. Este eje ferroviario entre Andalucía Oriental y Levante se mantuvo en servicio hasta su clausura parcial en 1985. A partir de 1950 se produjo el éxodo rural, de tal manera que desde 1950 a 2010 Gor ha perdido el 83 por ciento de su población.

## Geografía

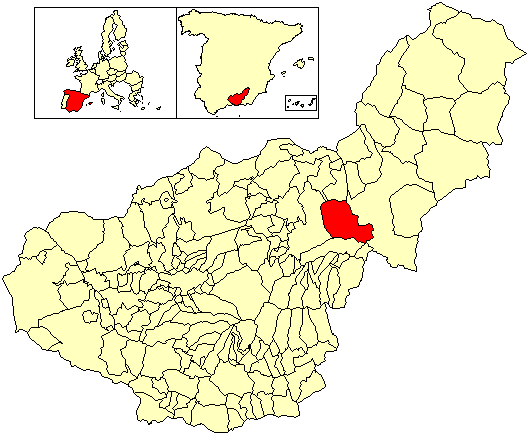
Extensión del municipio en la provincia de Granada

### Situación
Integrado en la comarca de Guadix, se encuentra situado a 86 kilómetros de la capital provincial, 125 km de Almería, 130 km de Jaén y 207 km de Murcia. El término municipal está atravesado por la autovía A-92N, entre Granada y Murcia.
Se sitúa a una altitud de entre 1200 y 2150 m sobre el nivel del mar, su clima es continental con inviernos fríos y veranos suaves, con índices pluviométricos escasos, menores de 600 l/m². Buena parte del municipio está en la Sierra de Baza, dentro del parque natural, donde nace el río Gor que serpentea montaña abajo buscando el llano para desembocar, después de pasar por Gorafe, en el río Fardes y algo más adelante en el Guadiana Menor.
El río Gor discurre de sur a norte a través de un profundo y fértil cañón, excavado sobre la altiplanicie, entre las hoyas de Guadix y Baza. En el fondo de este valle y a ambos lados del río se encuentran antiquísimas vegas organizadas en bancales.
| Noroeste: Guadix                    | Norte: Gorafe y Guadix | Nordeste: Guadix y Baza |
| Oeste: Guadix                       |                        | Este: Baza              |
| Suroeste: Guadix y Valle del Zalabí | Sur: Valle del Zalabí  | Sureste: Dólar y Baza   |

## Demografía
Gor cuenta con una población de 744 habitantes (INE 2024).

### Evolución de la población
| Gráfica de evolución demográfica de Gor entre 1842 y 2021                                                           |
| |
| Población de derecho según los censos de población del INE Población de hecho según los censos de población del INE |

## Administración y política
Los resultados en Gor de las últimas elecciones municipales, celebradas en mayo de 2023, son:
| Elecciones Municipales - Gor (2023) | Elecciones Municipales - Gor (2023)      | Elecciones Municipales - Gor (2023) | Elecciones Municipales - Gor (2023) | Elecciones Municipales - Gor (2023) |
| Partido político                    | Partido político                         | Votos                               | Votos                               | Concejales                          |
| ----------------------------------- | ---------------------------------------- | ----------------------------------- | ----------------------------------- | ----------------------------------- |
|                                     | Partido Popular (PP)                     | 207                                 | 35,26 %                             | 3                                   |
|                                     | Goreños por Gor (Independiente)          | 177                                 | 30,15 %                             | 2                                   |
|                                     | Partido Socialista Obrero Español (PSOE) | 145                                 | 24,7 %                              | 2                                   |
|                                     | Gor Existe (Independiente)               | 35                                  | 5,96 %                              | 0                                   |
|                                     | Vox (VOX)                                | 20                                  | 3,4 %                               | 0                                   |

## Economía
Las principales actividades económicas son las pertenecientes al sector primario, ligadas fundamentalmente a la agricultura y la ganadería. No obstante, en los últimos años se experimentó un gran aumento en el sector servicios con la apertura de la residencia geriátrica «San Cayetano».

### Agricultura
Los principales cultivos de secano son la almendra, la cebada, el trigo y la vid y entre los cultivos de regadío se encuentra la producción de plantas forrajeras, alfalfa, veza, avena, y en menor cuantía la de maíz y remolacha.

### Evolución de la deuda viva municipal
| Gráfica de evolución de Deuda viva del Ayuntamiento de Gor entre 2008 y 2022                                |
| |
| Deuda viva del Ayuntamiento de Gor en miles de Euros según datos del Ministerio de Hacienda y Ad. Públicas. |

## Cultura

### Fiestas
Las fiestas patronales de Gor se celebran en honor de San Cayetano del 6 al 10 de agosto. El 6 de agosto se inician ondeando la bandera del patrón por diferentes puntos de su villa, mientras el mozo pasa la bandera por encima de los devotos que piden protección al santo. El día 7 en recuerdo de su muerte, acompañará al santo patrón en procesión por las calles del pueblo. Las fiestas finalizan el día 10 de agosto.
Son destacables sus encierros de toros que se celebran a las ocho de la mañana los días 8, 9 y 10, habiendo constancia escrita de que ya existían en el año de 1622.
Los toros que se corren por la mañana durante el encierro, por la tarde son lidiados en la plaza de toros de Gor, antiguo castillo ducal. Desde el año 2006, en esta localidad se celebra el conocido certamen de La Almendra de Plata, un ciclo de novilladas sin picadores.
Otra fiesta de gran tradición es la de San Blas, el día 3 de febrero en la que se saca en procesión al santo por el pueblo.